# .to
A .to Tonga internetes legfelső szintű tartomány kódja, melyet 1995-ben hoztak létre.